# Імандра
Імандра (рос. Имандра) — найбільше озеро Мурманської області, та 14 за розмірами у Росії. Озеро розташоване у центрі Кольського півострову. З 1952 року, озеро Імандра після створення каскаду ГЕС на річці Нива, стало водосховищем з багаторічним регулюванням. Лімнологічні дослідження озера були розпочаті у 1930-х роках.

## Загальна характеристика
Площа озера 876 км2, до створення каскаду ГЕС на Ниві становила 812 км2, площа водозбору 12342 км2, об'єм 11,2 км3. Живлення озера снігове та дощове.

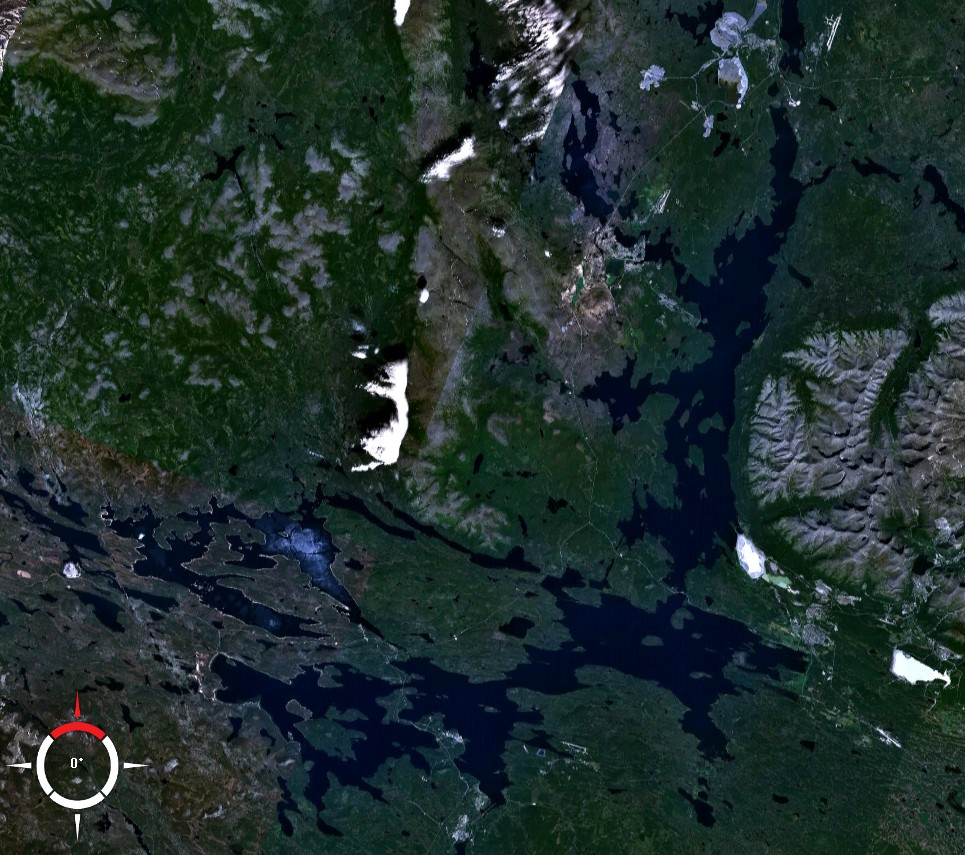
Аерофотознімок озера Імандра, NASA

На озері більше 140 островів, найбільшим з них є острів Ерм, площею 26 км2. Озеро складається з трьох частин: Велика Імандра, інколи Хібінська Імандра (площа 328 км², довжина біля 55 км, ширина 3-5 км), Екостровська Імандра (351 км²) і Бабинська Імандра (133 км²).
Імандра має льдовиково-тектонічне походження.
На березі озера розташовані міста: Мончегорськ, Апатити; населені пункти: Імандра, Хібіни, Тік-Губа, Африканда, Зашеєк, а також у південній частині озера розташовані блоки Кольської АЕС. На захід від озера, на відстані приблизно 27,8 км, розташований Лапландський заповідник.

## Іхтіофауна озера Імандра
Іхтіофауна озера сформована представниками балтійського зоогеографічного району, котрі потрапили в озеро у післяльодовиковий період. Характеризується наступними видами: голець, кумжа, струмкова форель, харіус, озерна корюшка, окунь, йорж гольян, минь, язь, плотва, ряпушка, сьомга, сиг, щука, багатоголкова колючка.

## Галерея

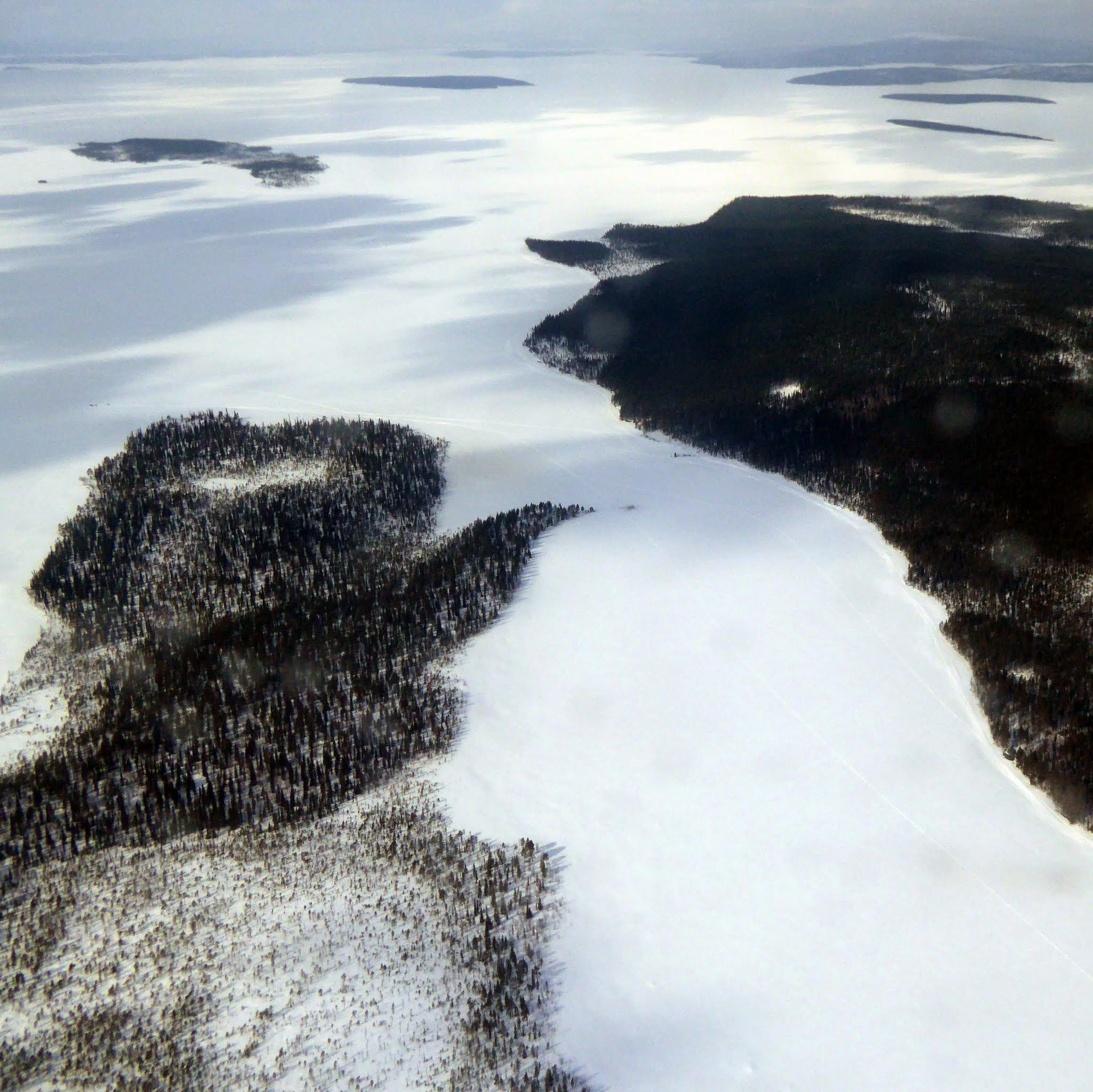
Панорама Екостровської Імандри
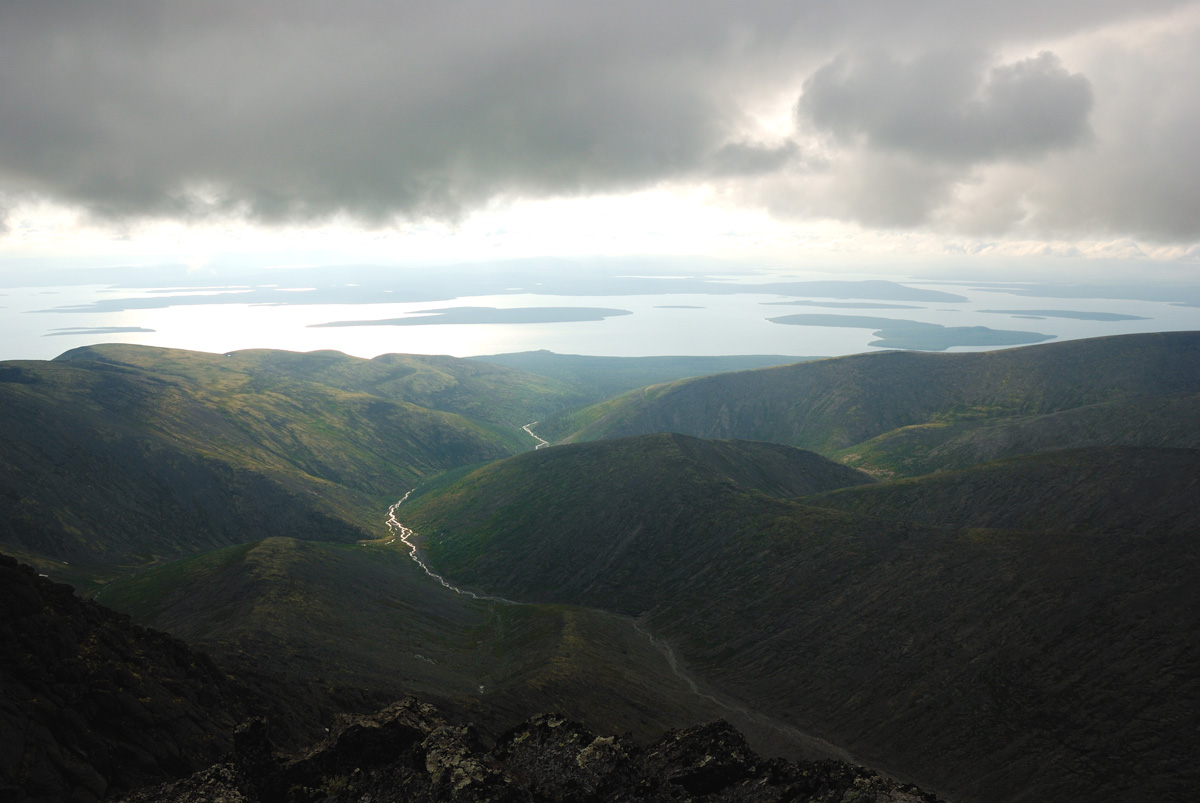
Озеро з хребету Хібін
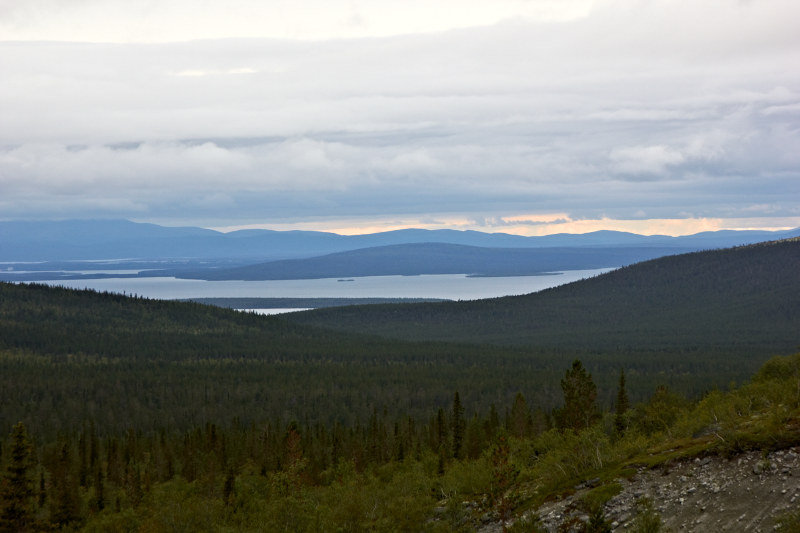
Вигляд на озеро
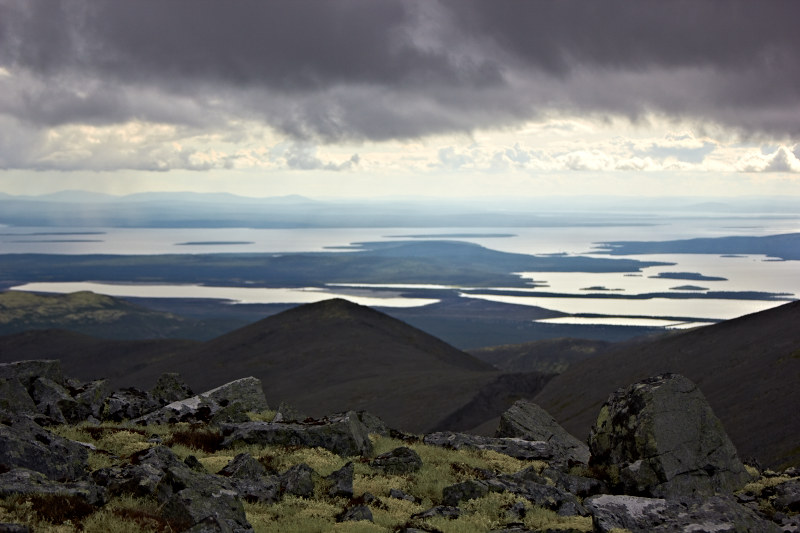
Вид на озеро з перевалу рос. Восточный Петрелиуса, гори Петреліуса